# Adonis bobroviana
Adonis bobroviana är en ranunkelväxtart som beskrevs av Simon.. Adonis bobroviana ingår i släktet adonisar, och familjen ranunkelväxter. Inga underarter finns listade i Catalogue of Life.